# タオヤメ
タオヤメ（手弱女、学名：Cerasus Sato-zakura Group ‘Taoyame’ Ingram.、シノニム：Cerasus serrulata ‘Taoyame’）は、バラ科サクラ属のサクラで、オオシマザクラ系の栽培品種のサトザクラ群のヤエザクラ。京都府京都市にある平野神社に原木がある。
樹形は広卵状で、樹高は亜高木、花弁は八重咲きで淡紅色の中輪の花をつける。東京での花期は4月中旬。
- 日本花の会 結城農場にて